# Monika Frass
Monika Frass (* 1961 als Monika Lavrencic) ist eine österreichische Althistorikerin.

## Leben
Sie studierte von 1979 bis 1986 Alte Geschichte und Altertumskunde sowie Klassische Archäologie an der Universität Graz, wo sie 1986 promoviert wurde. Bei Ingomar Weiler war sie von 1986 bis 1992 wissenschaftliche Mitarbeiterin am Institut für Alte Geschichte in Graz und forschte von 1988 bis 1992 im FWF-Projekt zur Quellendokumentation zur Gymnastik und Agonistik im Altertum. Bei Herbert Graßl war sie von 1992 bis 2003 Vertragsassistentin am Institut für Alte Geschichte in Salzburg, wo sie sich 2002 habilitierte. Von 2003 bis 2016 war sie außerordentliche Professorin für Alte Geschichte in Salzburg. Seit 2016 ist sie Professorin für Alte Geschichte und Altertumskunde.
Ihre Forschungsschwerpunkte zur griechischen und römischen Antike liegen im Bereich der Sozial- und Wirtschaftsgeschichte, der Kultur- und Mentalitätsgeschichte, der politischen Geschichte und der Gender Studies.

## Schriften (Auswahl)
- mit Georg Doblhofer und Peter Mauritsch: Diskos. Sporthistorischer Kommentar (= Quellendokumentation zur Gymnastik und Agonistik im Altertum. Bd. 1). Böhlau, Köln u. a. 1991, ISBN 3-205-05403-2.
- mit Georg Doblhofer und Peter Mauritsch: Weitsprung. Texte, Übersetzungen, Kommentar (= Quellendokumentation zur Gymnastik und Agonistik im Altertum. Bd. 2). Böhlau, Köln u. a. 1992, ISBN 3-205-05516-0.
- mit Georg Doblhofer und Peter Mauritsch: Speerwurf. Texte, Übersetzungen, Kommentar (= Quellendokumentation zur Gymnastik und Agonistik im Altertum. Bd. 3). Böhlau, Köln u. a. 1993, ISBN 3-205-05600-0.
- Spartanische Küche. Das Gemeinschaftsmahl der Männer in Sparta (= Alltag und Kultur im Altertum. Bd. 2). Böhlau, Köln u. a. 1993, ISBN 3-205-98012-3 (zugleich Dissertation, Graz 1986).
- Antike römische Gärten. Soziale und wirtschaftliche Funktionen der Horti Romani (= Grazer Beiträge. Supplementband 10). Berger, Wien 2006, ISBN 978-3-85028-419-6 (zugleich Habilitationsschrift, Salzburg 2005).
- mit Kurt Genser, Herbert Graßl und Georg Nightingale (Hrsg.): Akten des 10. Österreichischen Althistorikertages Salzburg. 11.11.-13.11.2004 (= Diomedes. Sonderband). Phoibos-Verl., Wien 2006, ISBN 3-901232-75-3.
- mit Johannes Klopf (Hrsg.): Geld – Gier – Gott. (= Salzburger Kulturwissenschaftliche Dialoge. Bd. 1). Paracelsus, Salzburg 2010, ISBN 978-3-902776-00-6.
- mit Johannes Klopf und Manfred Gabriel (Hrsg.): Geld – Gier – Gott. (= Salzburger Kulturwissenschaftliche Dialoge. Bd. 2). Paracelsus, Salzburg 2012, ISBN 3902776056.
- mit Rupert Breitwieser (Hrsg.): Calamus. Festschrift für Herbert Graßl zum 65. Geburtstag (= Philippika. Band 59). Harrassowitz, Wiesbaden 2013, ISBN 978-3-447-06856-7.
- (Hrsg.): Kauf, Konsum und Märkte. Wirtschaftswelten im Fokus – von der römischen Antike bis zur Gegenwart (= Philippika. Band 57). Harrassowitz, Wiesbaden 2013, ISBN 978-3-447-06864-2.
- mit Manfred Gabriel (Hrsg.): Schmerz – Sehnsucht – Seligkeit (= Salzburger Kulturwissenschaftliche Dialoge. Bd. 3). Paracelsus, Salzburg 2015, ISBN 3-902776-17-X.
- mit Johannes Klopf und Manfred Gabriel (Hrsg.): Trickster – Troll – Trug (= Salzburger Kulturwissenschaftliche Dialoge. Bd. 4). Paracelsus, Salzburg 2016, ISBN 3-902776-21-8.
- mit Herbert Graßl und Georg Nightingale (Hrsg.): Akten des 15. Österreichischen Althistorikertages Salzburg. 20.-22. November 2014 (= Diomedes. Sonderband). Paracelsus, Salzburg 2016, ISBN 3-902776-16-1.